# 两亩地 (印度电影)
《两亩地》（印地语：Do Bigha Zamin）是印度1953年1月1日上映的印地语电影，导演兼制片人比马尔·罗伊（Bimal Roy，1955年上译翻译为“比·洛埃”），Balraj Sahni与Nirupa Roy主演。这部电影开创了印度的现实主义题材电影题材。也是上海电影译制片厂的第一部译制片作品，于1955年与1979年两次在中国公映，都获得了巨大的社会反响。
这部影片取材于印度著名诗人泰戈尔的同名诗篇，以农民为赎回被地主占有的两亩地，从农村到城市谋生的悲惨遭遇，体现了编导对农民和城市底层贫民所寄予的同情。
受二战战后意大利新现实主义电影的影响，比马尔·罗伊在意大利著名影片《單車失竊記》（1948年）的启迪下，拍摄了此片。开创了印度新现实主义电影的新浪潮。
作为票房比较成功的电影，还获得了第一届印度电影观众奖最佳影片，也是印度电影第一次获得戛纳电影节国际奖。 在2005年，《印度时报电影》把此片列入「25部必看的宝莱坞电影」。

## 获奖与提名
第7屆坎城影展（1954年）
- 获得国际奖
- 提名最佳影片

卡罗利维发国际电影节 
- 获得 - 争取社会进步奖

第1届印度电影观众奖（1954年）
- 获得 - 最佳电影
- Winner - 最佳导演 - 比马尔·罗伊

印度国家电影奖
- 获得 - Certificate of Merit

## 影片的形成

### 片名
片名来自大诗人泰戈尔的著名诗篇《两亩地》（Dui Bigha Jomi）。比马尔·罗伊在海外发行此片时使用了片名“加尔各答 - 残酷城市”（"Calcutta - The Cruel City"）。片名中的Bigha，是土地度量单位。印度不同的“邦”的Bigha的具体面积也不同。在电影拍摄的西孟加拉邦。3 bigha是1英亩（4,000 m²）。因此，电影主角Shambhu拥有2,700 m²土地，恰好为中国的4亩。

### 作为人力车夫体验生活
为更好的准备在电影中的演出，Balraj Sahni作为黄包车夫在加尔各答街头拉活来体验生活，并与很多面临影片中主角类似艰难处境的黄包车夫交流。

### 影片插曲
"Aaja ri aa nindiya tu aa" - 演唱：Lata Mangeshkar
"Ajab tori duniya ho mere raaja" - 演唱：Mohammed Rafi
"Dharti kahe pukaar ke" - 演唱：Manna Dey, Lata Mangeshkar & chorus
"Hariyaala saawan dhol bajaata aaya" - 演唱：Manna Dey, Lata Mangeshkar & chorus